# All Day Green
All Day Green és el nom artístic o d'Adam James, Mc estatunidenc que des de fa anys viu i resideix a Rota, Cadis.
Va començar la seva carrera amb la producció de dues maquetes, amb les quals es donaria a conèixer. Després va publicar l'EP "All Day Green" amb Fiebre Records, i amb la col·laboració d'artistes com Juaninacka, Niko, entre d'altres. Va apostar amb SFDK Récords, on presenta "Anticopy", un maxi amb quatre nous temes i dos remixos que compten amb la col·laboració de Zatu, abans de presentar el seu primer àlbum "Interprete Desconocido", el 2010, el qual compta amb deu temes amb la col·laboració d'Equisman (gairebé podria dir-se que està realitzat en conjunt), Sholo Truth i León de Romeo.

## Discografia
- Demo (2004)
- Un poquito de (2004)
- EP All day green (2005)
- Anticopy (2008)
- Interprete Desconocido (2010)

## Col·laboracions
- "Sr. Libro y Sr. Calle" (amb Nach, "Un día en suburbia" 2009)
- "A Veces'"" (amb Juaninacka, "Green" 2005)
- "Príncipe de Barrio" (amb Arma Blanca, "Autodidactas" 2007)
- "El umbral" (SFDK), "Los Veteranos" (2007)
- "Sexxxy" (Juaninacka) "Luces de neón" (2006)
- "Siempre fuertes 2", SFDK i Jefe De La M